# Tòa Công lý Quốc tế

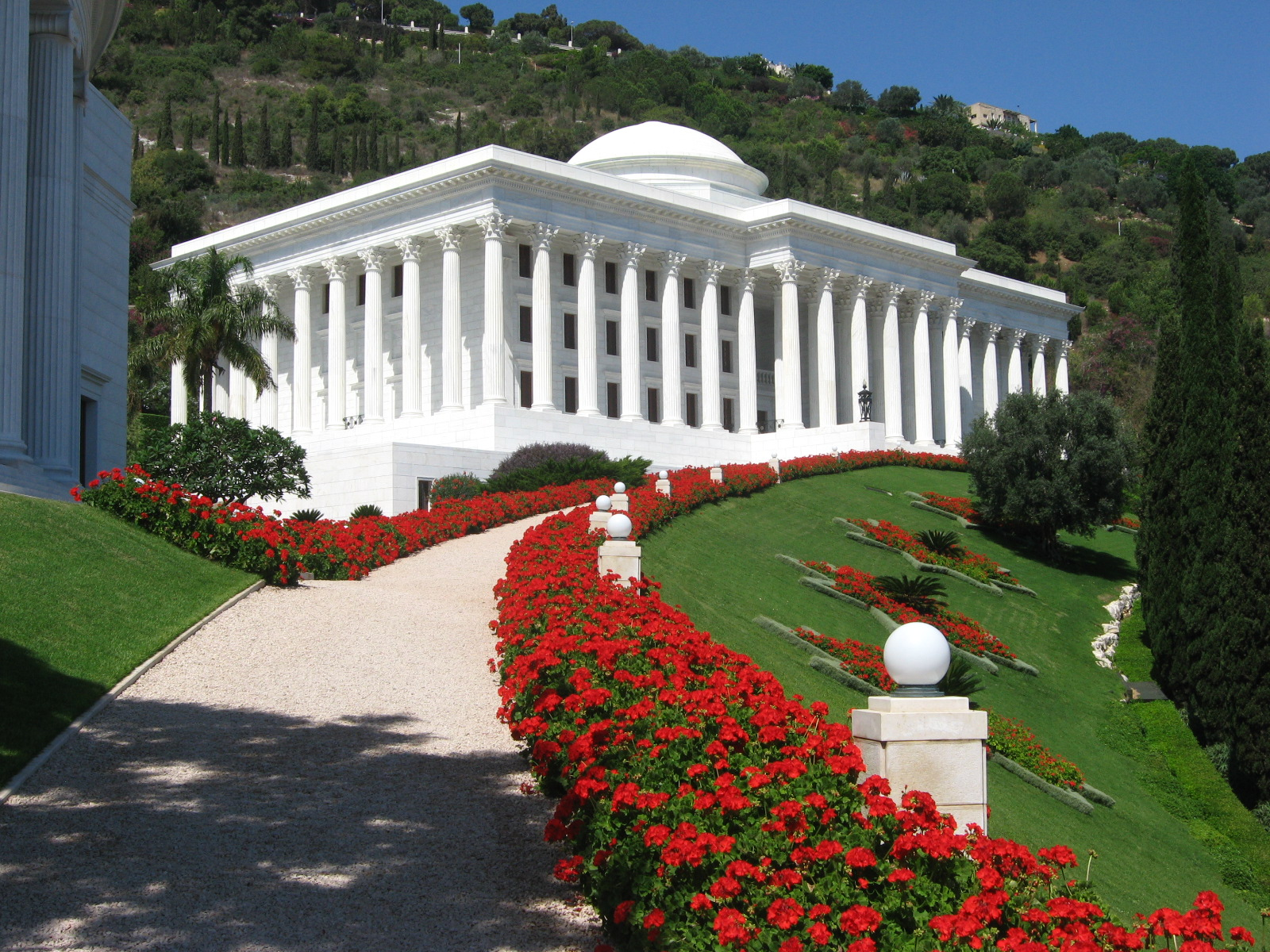
Chỗ ngồi của Toà Công lý Quốc tế, cơ quan cao nhất của tôn giáo Bahá'í ở Haifa, Israel

Tòa Công lý Quốc tế là cơ quan quản trị tối cao của tôn giáo Bahá'í. Đây là một cơ quan lập pháp có quyền bổ sung và áp dụng các luật của Bahá'u'lláh, người sáng lập ra tôn giáo Bahá'í, và thực hiện chức năng tư pháp như là cơ quan phúc thẩm cao nhất trong chính quyền Bahá'í. Cơ quan này được định nghĩa trong các bài viết của Bahá'u'lláh và người kế vị của ông, Abdu'l-Baha, và được chính thức thành lập vào năm 1963.
Chín thành viên của Tòa được bầu chọn mỗi năm năm bởi một đại cử tri đoàn bao gồm tất cả các thành viên của mỗi Hội đồng tinh thần quốc gia Bahá'í trên khắp thế giới. Chỗ ngồi của Tòa Công lý Quốc tế và các thành viên của Tòa cư trú tại Haifa, Israel, trên Núi Carmel.
Mặc dù Tòa Công lý Quốc tế được trao quyền lập pháp về các vấn đề không được nêu rõ trong các bài viết thánh Baha'i, nhưng Tòa đã giới hạn việc thực hiện chức năng này. Thay vào đó, Tòa thường cung cấp hướng dẫn cho những tín đồ Bahá'í trên khắp thế giới thông qua thư và thông điệp.
Các sách và tài liệu do Tòa Công lý Quốc tế phổ biến được coi là có thẩm quyền và các quyết định lập pháp của những tín đồ Bahá'í được coi là không sai lầm. Cơ quan cũng đã thu thập và xuất bản các trích dẫn từ các bài viết của Báb, Bahá'u'lláh và Abdu'l-Baha.

## Thăm khảo
1. 1 2  Smith, Peter (2000). "Universal House of Justice". A concise encyclopedia of the Bahá'í Faith. Oxford: Oneworld Publications. tr. 346–350. ISBN 1-85168-184-1.
2. ↑  Tòa Công lý Quốc tế (1972). "The Constitution of the Universal House of Justice" [Hiến pháp của Tòa Công lý Quốc tế]. Truy cập ngày 28 tháng 9 năm 2017.
3. 1 2  Smith, Peter (2000). "Universal House of Justice, writings of". A concise encyclopedia of the Bahá'í Faith. Oxford: Oneworld Publications. tr. 350. ISBN 1-85168-184-1.
4. ↑  Tòa Công lý Quốc tế (1996). Messages from the Universal House of Justice 1963–86 [Thông điệp của Tòa Công lý Quốc tế 1963-86]. Wilmette, Illinois: Bahá'í Publishing Trust. tr. 84. Truy cập ngày 29 tháng 9 năm 2014.
5. ↑  Schaefer, Udo (2000) [1999]. "Infallible Institutions?". Bahá'í Studies Review. Quyển 9. Truy cập ngày 29 tháng 9 năm 2014.